# Плахтин, Иван Алексеевич
Иван Алексеевич Плахтин (27 апреля 1907, Дебальцево — 19 февраля 1985, Херсон) — украинский советский прозаик, драматург, журналист.

## Биография
Родился в 1907 году в семье рабочего-железнодорожника Донецкой железной дороги. На третий день после рождения Ивана, его отец, Алексей Тимофеевич, во время дежурства трагически погиб. Семья вынуждена была жить в бедности и нужде. Учился он в греческой школе станции Келерово (ныне Донецкая область Украины). Месяцами стоял в очереди на бирже труда, чтобы получить работу. Юноша ходил на станцию, носил пассажирам чемоданы, попрошайничал. Позже работал на железной дороге — стрелочником, башмачником, кондуктором.
В 1934 окончил литературный факультет Харьковского университета. В 1936 был принят в члены Союза писателей СССР.
В 1941 году проходил свидетелем по делу Александра Введенского. В ходе допроса ложно обвинил его в нежелании эвакуироваться из Харькова и «намерении оставаться даже в случае угрозы занятия города войсками противника, как это было в период начала эвакуации».
Участник Великой Отечественной войны. На фронте писатель был спецкором армейской газеты.
После войны жил в Харькове в доме «Слово». Работал ответственным секретарëм альманаха «Харьков», в
Гослитиздате Украины, главным редактором Херсонского книжно-газетного издательства, заведующим литературной частью Херсонского областного музыкально-драматического театра.
Умер в Херсоне в 1985 году.

## Творчество
И. Плахтин — автор рассказов, повестей, романов и пьес. Первый рассказ «На бахче» (1928) написал на русском языке и отослал Максиму Горькому. Литературный дебют И. Плахтина состоялся в 1932 году, когда вышла его первая книга «Юркина идея». Писал преимущественно о жизни рабочих. После выхода первого сборника рассказов «Юркина идея», в 1933 году — напечатал сборник «На пути», «Подарок», в 1934 — «Комсомольцы», в 1938 — «Железнодорожники». В том же году писатель берется работать над повестью «Начинается новый день». В 1955 — печатает «На одной станции».
В последнем произведении «Года-дороги» писатель рассказывает историю своей жизни и жизни своих современников, историю жизни своего поколения.
Одноактная пьеса «Дайте только развернуться» получила третью премию на украинском республиканском конкурсе 1946 году. В том же году пьеса «Любовь» была отмечена поощрительной премией на Белорусском республиканском конкурсе. Пьеса «Метель» была поставлена коллективом Днепропетровского театра им. Т. Г. Шевченко.

## Избранная библиография
Сборники рассказов
- Юркина идея / «Юркова ідея» (1932)
- На железнодорожном пути /«На колії» (1934)
- Подарок / «Подарунок» (1934)
- Железнодорожники / «Залізничники» (1938)
- Непобедимый народ / «Непереможний народ» (1941)
- Партизаны / «Партизани» (1941)

Повести
- Люди весны / «Люди весни» (1934)
- Узел / «Вузол» (1936)
- На одной станции / «На одній станції» (1956)
- Начинался новый день / «Починався новий день» (1958)
- Тайны святого ордена / «Таємниці святого ордена» (1960)
- Солдаты ехали домой /«Солдати їхали додому» (1962)
- Ковали счастья мы ключи / «Кували щастя ми ключі» (1964)

Очерки
- Партизаны Брянских лесов / «Партизани Брянських лісів» (1946)
- Дороги в бессмертие: страницы фронтовой тетради / «Дороги в безсмертя : сторінки фронтового зошита» (1977)

Пьесы
- Марина / «Марина» (1946)
- Не смейте адерживать /«Не смійте затримувати» (1955)
- Метель / «Хуртовина» (1956)
- Любовь / «Любов» (1956)
- Урок любви / «Урок кохання» (1958)
- Во вражеском гнезде / «У ворожому кублі» (1960)
- Южные зори / «Зорі південні» (1966)
- Под зорями таврическими / «Під зорями таврійськими» (1979)
- Сказка про душу / «Казка про душу»